# Frank Ullrich
Frank Ullrich (Trusetal, 24 de enero de 1958) es un político y deportista alemán que compitió por la RDA en biatlón.
Participó en tres Juegos Olímpicos de Invierno, obteniendo en total cuatro medallas: oro y dos platas en Lake Placid 1980 y bronce en Innsbruck 1976. Ganó catorce medallas en el Campeonato Mundial de Biatlón entre los años 1977 y 1983.
Después de retirarse de la competición, trabajó como entrenador de los equipos nacionales de biatlón de la RDA (1987-1991) y de Alemania (1991-2010), y de la selección de esquí de fondo de Alemania (2012-2015). Posteriormente, se dedicó a la política, en 2021 fue elegido diputado por el partido SPD en el Parlamento Federal.

## Palmarés internacional
| Juegos Olímpicos   | Juegos Olímpicos             | Juegos Olímpicos  | Juegos Olímpicos |
| Año                | Lugar                        | Medalla           | Prueba           |
| ------------------ | ---------------------------- | ----------------- | ---------------- |
| 1976               | Innsbruck (Austria)          | Medalla de bronce | Relevo           |
| 1980               | Lake Placid (Estados Unidos) | Medalla de oro    | Velocidad        |
| 1980               | Lake Placid (Estados Unidos) | Medalla de plata  | Individual       |
| 1980               | Lake Placid (Estados Unidos) | Medalla de plata  | Relevo           |
| Campeonato Mundial |                              |                   |                  |
| Año                | Lugar                        | Medalla           | Prueba           |
| 1977               | Lillehammer (Noruega)        | Medalla de bronce | Relevo           |
| 1978               | Hochfilzen (Austria)         | Medalla de oro    | Velocidad        |
| 1978               | Hochfilzen (Austria)         | Medalla de oro    | Relevo           |
| 1978               | Hochfilzen (Austria)         | Medalla de plata  | Individual       |
| 1979               | Ruhpolding (RFA)             | Medalla de oro    | Velocidad        |
| 1979               | Ruhpolding (RFA)             | Medalla de oro    | Relevo           |
| 1981               | Lahti (Finlandia)            | Medalla de oro    | Velocidad        |
| 1981               | Lahti (Finlandia)            | Medalla de oro    | Relevo           |
| 1981               | Lahti (Finlandia)            | Medalla de plata  | Individual       |
| 1982               | Minsk (URSS)                 | Medalla de oro    | Individual       |
| 1982               | Minsk (URSS)                 | Medalla de oro    | Relevo           |
| 1982               | Minsk (URSS)                 | Medalla de plata  | Velocidad        |
| 1983               | Antholz (Italia)             | Medalla de oro    | Individual       |
| 1983               | Antholz (Italia)             | Medalla de plata  | Relevo           |